# Dactylolabis opaca
Dactylolabis opaca là một loài ruồi trong họ Limoniidae. Chúng phân bố ở miền Cổ bắc.